# Desiree Dolron
Desiree Dolron (1963 -) est une photographe, photojournaliste néerlandaise. Elle est une des principales représentantes de la photographie contemporaine. Son travail relève d'un style aussi bien plastique que documentaire.

## Biographie

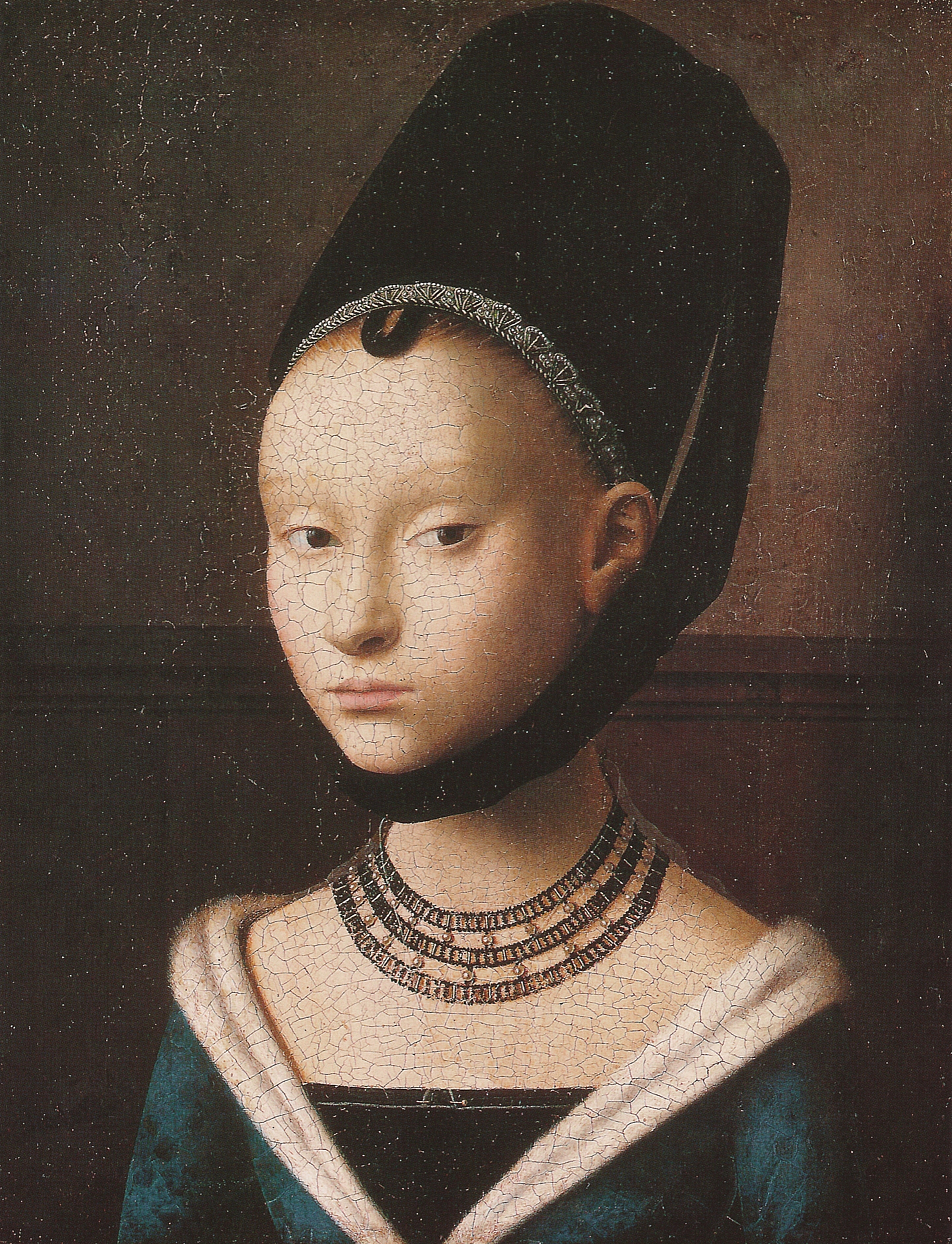
Portrait de jeune femme par Petrus Christus (1446)

Desiree Dolron est née à Haarlem en 1963.
- Dans la série Exaltation (1991-1999), elle a réalisé un reportage photographique sur les rites religieux dans le monde. Ce travail est inspiré par les Danses à Bali de Henri Cartier-Bresson. Les images de corps scarifiés évoquent la culture punk[1].
- Entre 1996 et 1998, elle réalise une série de portraits de personnes immergées (Gaze).
- Dans la série Xteriors (2001-2006), elle imagine des portraits et des situations inspirés de la tradition picturale flamande. Cette série présentée à l'Institut néerlandais de Paris en 2006 a été inspirée par la ressemblance d'une jeune fille croisée dans la rue avec le Portrait de jeune femme de Petrus Christus (1446)[2]. Dorlon l'a emmenée voir le tableau au Gemäldegalerie, à Berlin. Les photographies ont été prises dans un manoir du XVIIIe siècle à Oud Amelisweerd près d'Utrecht. La technique de la photographie numérique contemporaine rejoint la plasticité de la technique picturale ancienne de Petrus Christus et d'autres peintres comme Léonard de Vinci (technique du sfumato), Rembrandt (Leçon d'anatomie), Édouard Manet (Toréro mort) et Vilhelm Hammershoi[3].
- Lors d'un séjour à La Havane, en 2002, Desiree Dorlon photographie des scènes de la vie quotidienne et des intérieurs cubains, et elle réalise le portrait de la chorégraphe Alicia Alonso[4].

## Expositions personnelles
- 1993 : Rotterdam, Kunsthal, Religion and death
- 1994 : Amsterdam, Galerie Serieuze Zaken, Selected Works
- 1995 :
  - Amsterdam, Aschenbach Gallery, Silence of the eye
  - Sittard, Stedelijk Museum Het Domein, Silence of the eye
- 1998 :
  - Groningue, Musée de Groningue, Behind the eye
  - Utrecht, Flatland Gallery, Gaze
- 2001 : Amsterdam, Loerakker Gallery, Xteriors
- 2002 :
  - Paris, Loerakker Gallery, Te dÌ todos mis sueños
  - Arles, Rencontres d'Arles
  - La Havane, Fototeca, Exaltation
- 2003 : Londres, Michael Hoppen Gallery, Te dÌ todos mis sueños
- 2004 : Londres, Michael Hoppen Gallery, Xteriors
- 2005 : La Haye, musée de la photographie de La Haye GEM, Exaltation, Gaze, Xteriors et Te dì todos mis sueños

## Expositions collectives
- 1996 Berlin et Karlsruhe, Zeitgenössische Fotokunst aus der Niederlanden (exposition itinérante)
- 1997 :
  - Montréal, Le Mois de la photo, Photographie & Immatérialité
  - Potsdam, Markus Richter Galerie, Der Dunkle Kammer
  - Dordrecht, Dordrechts Museum, Prix de Rome.
- 1998 :
  - Amsterdam, ACF, The deadly sins
  - Uden, Musée pour les arts religieux, De Modernen
- 1999 : Amsterdam, ACF, Avalanche
- 2000 :
  - Rotterdam, Kunsthal, Ecce Homo
  - Amsterdam, W139, Devotion
- 2000-2001 : Expositions à Helsinki, La Haye, Francfort, Munich, Washington, pour la WWF, ainsi que pour la Images Beyond the Naked Eye (exposition itinérante)
- 2001 : Groningue, Noorderlicht Photo Festival, Sense of Space Frankfurt am Main, FFi, Full Beard, Long Hair, The Image of Jesus Christ in Photography[précision nécessaire]
- 2002 :
  - La Haye, Musée de la photographie de La Haye, Fotografen in Nederland 1852 -2002
  - Bombay, Shakshi Gallery, No I.D.
  - Leeuwarden, Noorderlicht Photo Festival, Mundos creados
  - Bucarest, Le Musée des Beaux-Arts de la Roumanie, L’art contemporain de la Collection de la Banque Nationale des Pays-Bas
- 2003 :
  - Paris, Centre national de la photographie, Fables d’identités
  - Lisbonne, Culturgest, Cara a cara
  - Séoul, Gana Art Center, Forbidden
  - Amsterdam, W139 / Museum Amstelkring, Intravention
- 2004 :
  - Londres, Hayward Gallery, About face
  - Lausanne, Musée de l’Élysée, Making Faces
- 2005 : Rotterdam, Nederlands fotomuseum, Undercover/Onthecover